# Hyperolius igbettensis
Hyperolius igbettensis és una espècie de granota de la família dels hiperòlids que viu al Camerun, Costa d'Ivori, Ghana, Nigèria i, possiblement també, a Benín, República Centreafricana, Txad i Togo.